# Meczet Ołowiany w Beracie
Meczet Ołowiany (alb. Xhamia e Plumbit, inna nazwa Xhamia e Izgurliut) – meczet znajdujący się w Beracie, w południowej Albanii.
Meczet położony jest tuż przy dworcu autobusowym. Nazwa meczetu pochodzi od ołowiu, którym zostały pokryte kopuły świątyni. Wzniesiono ją ok. 1553-1554, w czasie rządów sułtana Sulejmana Wspaniałego, kiedy Berat stał się jednym z najważniejszych ośrodków muzułmańskich w Albanii. Meczet wzniesiono na polecenie miejscowego dostojnika Ahmeta Beja Uzgurliu, po jego konwersji na islam. Świątynia została zbudowana na planie kwadratu, o boku 10.1 metra.
W 1961 obiekt został wpisany na listę religijnych zabytków kulturowych Albanii. Po ogłoszeniu Albanii państwem ateistycznym w 1967 meczet nie został zniszczony. W 2014 świątynia została odnowiona.